# Ngân hàng thương mại cổ phần Nam Á
Ngân hàng Thương mại Cổ phần Nam Á, tên tiếng Anh: Nam A Commercial Joint Stock Bank, viết tắt là Nam A Bank, là một Ngân hàng TMCP đầu tiên tại Việt Nam, được thành lập ngày 21 tháng 10 năm 1992 tại Thành phố Hồ Chí Minh, Việt Nam.

## Giới thiệu
Ngân hàng TMCP Nam Á (Nam A Bank) chính thức hoạt động từ ngày 21 tháng 10 năm 1992, là một trong những Ngân hàng TMCP đầu tiên tại Việt Nam được thành lập sau khi Pháp lệnh về Ngân hàng được ban hành năm 1990.
Từ những ngày đầu hoạt động, Nam A Bank chỉ có 3 Chi nhánh với vốn điều lệ 5 tỷ đồng và gần 50 cán bộ nhân viên. Đến nay, qua những chặng đường phấn đấu đầy khó khăn và thách thức, Nam A Bank không ngừng lớn mạnh với mạng lưới gần 150 điểm kinh doanh và 114 Điểm giao dịch số tự động ONEBANK trên cả nước, đã có quan hệ với 330 ngân hàng ở khắp quốc gia và vùng lãnh thổ trên khắp thế giới. So với năm 1992, vốn điều lệ hiện nay tăng hơn 2000 lần, số lượng cán bộ nhân viên tăng hơn 106 lần, phần lớn là cán bộ trẻ, năng động, được đào tạo chính quy trong và ngoài nước, có năng lực chuyên môn cao.
Mục tiêu hiện nay của Nam A Bank là phấn đấu thành một trong những ngân hàng hiện đại, hàng đầu của Việt Nam trên cơ sở phát triển nhanh, vững chắc, an toàn và hiệu quả và không ngừng đóng góp cho sự phát triển kinh tế chung của xã hội.

## Thành viên của các tổ chức
- Hiệp hội ngân hàng Việt Nam [cần dẫn nguồn]
- Hiệp hội ngân hàng Châu Á
- Hiệp hội kinh doanh vàng Việt Nam
- Liên minh Thẻ Banknetvn
- Tổ chức thanh toán toàn cầu SWIFT: Society for Worldwide Interbank Financial Telecommunication
- Hệ thống chuyển tiền nhanh trên toàn thế giới Western Union

## Mạng lưới phân phối
Tính đến 07/08/2023, mạng lưới Ngân hàng Nam Á đã gần 150 đơn vị kinh doanh và 100 điểm giao dịch ngân hàng số OneBank trên toàn quốc
- Hội sở chính: 201-203 Cách mạng Tháng Tám, Phường 4, Quận 3, Thành phố Hồ Chí Minh, Việt Nam.
- Khu vực Thành phố Hồ Chí Minh: 29 Đơn vị kinh doanh
- Khu vực Đông Nam Bộ: 24 Đơn vị kinh doanh
- Khu vực Miền Tây: 33 Đơn vị kinh doanh
- Khu vực Miền Trung Tây Nguyên: 32 Đơn vị kinh doanh
- Khu vực Miền Bắc: 22 Đơn vị kinh doanh

## Danh hiệu đạt được
- Hệ sinh thái Ngân hàng số sáng tạo nhất Việt Nam năm 2023 do tạp chi Asian Banking & Finance trao tặng
- Ngân hàng chuyển đổi số xuất sắc trong lĩnh vực nhân sự 2023 do HR ASIA trao tặng
- Ngân hàng kiến tạo số tốt nhất Việt Nam 2022
- Ngân hàng đẹp – Dịch vụ tốt nhất Việt Nam 2022
- Ngân hàng quản trị rủi ro xuất sắc Việt Nam 2022
- Ngân hàng có trách nhiệm xã hội tốt nhất Việt Nam 2022
- Thương hiệu truyền cảm hứng Châu Á 2022
- Doanh nhân xuất sắc Châu Á 2022
- Nơi làm việc tốt nhất Châu Á 2021 - 2022 - 2023
- Nam A Bank – Top 50 thương hiệu nhà tuyển dụng hấp dẫn nhất với sinh viên Việt Nam 2020.
- Nam A Bank vinh dự là Doanh nghiệp Tăng trưởng nhanh & Xuất sắc Châu Á 2020 do APEA trao tặng – Ghi nhận xứng đáng cho hoạt động xuất sắc, hiệu quả và bền vững.
- Nam A Bank - Ngân hàng duy nhất sở hữu Ứng dụng Ngân hàng bán lẻ sáng tạo nhất Việt Nam 2020 do Global Banking & Finance Review (GBAF) trao tặng.
- Nam A Bank vinh dự 02 năm liền (2019 & 2020) nhận giải thưởng "Ngân hàng tiêu biểu về Tín dụng Xanh" do VNBA & IDG trao tặng.
- Chuyển đổi số Việt Nam – Viet Nam Digital Awards 2019 [cần dẫn nguồn]
- Ngân hàng tiêu biểu về Tín dụng xanh 2019 [cần dẫn nguồn]
- Vinh dự nhận bằng khen của của Thống đốc NHNN Việt Nam vì đã có thành tích xuất sắc góp phần hoàn thành nhiệm vụ ngân hàng năm 2017-2018[cần dẫn nguồn]
- Đứng thứ 2 về An toàn thông tin theo ICT và VNISA Index.
- 5 năm liên tiếp Thương hiệu mạnh.
- Ngân hàng Nam Á – Nam A Bank nhận chứng chỉ đạt tiêu chuẩn: ISO / IEC 27001:2005 năm 2013.
- Chủ tịch UBND thành phố Hồ Chí Minh trao tặng "Ngân hàng TMCP Nam Á đã có thành tích xuất sắc nhiệm vụ liên tục nhiều năm góp phần tích cực phong trào thi đua của thành phố" năm 2011
- Ngân hàng TMCP Nam Á nằm trong bảng xếp hạng 500 doanh nghiệp tăng trưởng nhanh nhất Việt Nam năm 2010
- Ngân hàng Nam Á - Nam A Bank nhận Bằng khen của Hội Khuyến Học Việt Nam năm 2008
- Ngân hàng Nam Á - Nam A Bank nhận Bằng khen của Thủ Tướng Chính Phủ nước CHXHCN Việt Nam tặng năm 2007
- Bằng khen của Thống đốc Ngân hàng Nhà nước Việt Nam trao tặng vì đã có thành tích xuất sắc, góp phần hoàn thành nhiệm vụ ngân hằng năm 2005